# قائمة الأفلام المصرية سنة 1961
هذه قائمة بالأفلام المصرية لسنة 1961 مرتبة أبجديا

## 1961
- النصاب
- جوز مراتي
- في بيتنا رجل
- شاطئ الحب
- الخرساء
- موعد مع الماضي
- المراهق الكبير
- دماء على النيل
- رسالة إلى الله
- غرام الأسياد
- لا تطفئ الشمس
- لن اعترف
- مافيش تفاهم
- وا إسلاماه
- يوم من عمري
- عاصفة من الحب